# Жінка з оксамиткою на шиї
«Жі́нка з оксами́ткою на ши́ї» (фр. «La Femme au collier de velours») — повість Александра Дюма (батька), написана у 1850 році. Твір створений у жанрі фантасмагорії та описує вигадану історію з життя німецького письменника Ернста Теодора Амадея Гофмана, що відбулася у часи Великої французької революції.

## Історія
Сюжет повісті не є оригінальним, в цьому творі Александр Дюма скоріше вміло переробив історії, які знав раніше. Вважають, що у «Жінки з оксамиткою на шиї» було два витоки. Перший — це твори самого Ернста Теодора Амадея Гофмана, яскравого представника романтичної течії в німецькій літературі. Дюма був добре знайомий з його творчістю, тому в цій повісті можна відчути ремінісценції на такі новели Гофмана як «Радник Креспель», «Вибір нареченої», «Щастя ігрока», «Дон-Жуан» тощо. Іншим джерелом сюжету могла бути розповідь англійського поета Томаса Мура, переказана американським письменником-романтиком Вашингтоном Ірвінгом. У своєму оповіданні «Пригоди німецького студента» (1824) Ірвінг розповідає про юнака, якого у Парижі переслідує жінка-примара. Впізнавши у постаті біля ешафоту свою переслідувачку, хлопець відводить її додому, а наступного ранку поліцейський впізнає в мертвому тілі жінки одну з нещодавніх жертв гільйотинування, після чого хлопець божеволіє.
Повість Александра Дюма «Жінка з оксамиткою на шиї» вперше надрукована паризьким видавництвом Кадо у двох книгах в 1850 році.

## Сюжет
Повість починається розлогим автобіографічним вступом, в якому Александр Дюма згадує своє знайомство із відомим бібліофілом Шарлем Нодьє. Дюма став постійним відвідувачем літературного салону останнього і на смертному ложі Нодьє начебто розповів йому історію, яку Александр і пропонує читачеві.
Теодор Гофман і Захарія Вернер мріють про нездійсненну для бідних студентів подорож до Парижа. Випадковий виграш в казино збагачує їх і друзі збираються у мандрівку, однак напередодні від'їзду Теодор закохується в Антонію Мурр, тому Захарія вирушає один. Задля знайомства з красунею Теодор приходить до дому її батька-диригента. Зачарувавши маестро грою на скрипці, він справляє приємне враження і на дочку. Взаємне кохання молодят триває півроку, однак Антонія наполягає, щоб коханий здійснив мрію і все ж таки побачив Париж. Напередодні від'їзду вона примушує Теодора дати їй подвійну клятву: утримуватись від азартних ігор і зберегти їй вірність. Теодор клянеться найдорожчим, що в нього є, — життям самої Антонії.
Гофман прибуває до Парижа у розпал Великої французької революції. У перший же день він стає свідком страти королівської фаворитки дю Баррі. Це видовище настільки приголомшує його, що для того, щоб розвіятись, Теодор вирушає до театру. Там його увагу привертають дві незвичайні людини. Перша — моторошний сусід по ряду із коштовною табакеркою, прикрашеною діамантовим черепом. Як виявляється він лікар. Друга людина — чарівна танцівниця Арсена, що носить не менш дивну прикрасу — оксамитку із діамантовим аграфом у формі гільйотини.
Задля милування Арсеною наступного вечора Теодор знов відвідує театр, однак відомої танцівниці на сцені вже нема. Виявляється, що її ревнивий коханець Дантон напередодні помітив увагу Гофмана і домігся звільнення своєї обранки. Теодор усвідомлює, що вже ніколи її не побачить. Кілька днів студент у зажурі блукає кав'ярнями Парижа і одного разу стикається з лікарем-театралом. За його посередництвом він проникає до будинку Арсени як художник. Гофман малює Арсену в оголеному вигляді, спалахує пристрастю до неї, однак раптове повернення її багатого коханця змушує студента поспішно піти. Тепер Гофман розуміє, що ближчому знайомству із Арсеною перешкоджає тільки його бідність.
Згадавши про свою вдачу в казино, він вирушає у цей заклад. Там Гофман спочатку програє усі гроші, однак після того, як він закладає під заставу медальйон із портретом Антонії, йому починає фантастично таланити. Вмить розбагатівши, він негайно повертається до дому Арсени, однак її коханця заарештовано Революційним трибуналом, а сама танцівниця зникла. На зворотньому шляху до свого помешкання Теодор проходить повз гільйотини і бачить на її східцях Арсену. Гофман відводить жінку до готелю, бенкетує там і проводить із танцівницею ніч. На деякі дивні особливості її поведінки він не звертає уваги. Вранці він знаходить жінку знеголовленою у власному ліжку. Якраз в цю мить на сходах готелю опиняється його давній моторошний знайомий — лікар. Він повідомляє Теодору приголомшливу новину: насправді Арсену вчора стратили ще до її нічної зустрічі зі студентом! Ошалілий Теодор мчить вулицями Парижа, привертає увагу натовпу, його заарештовують, однак в критичну мить лікар знов приходить на допомогу. Він повідомляє натовпу, що Гофман — його психічно неврівноважений пацієнт і уводить бідолаху із собою. Теодор повертається до рідної Німеччини. Вдома він дізнається про раптову смерть Антонії, яка настала у ту мить, коли він спалахнув пристрастю до Арсени.

## Критика
«Жінка з оксамиткою на шиї» належить до зрілої прози Александра Дюма, в цій повісті повністю розкрито характерні риси його художнього таланту: гармонійне поєднання реальних історичних подій та постатей із вигаданими епізодами, увага до деталей, багата мова. Водночас ця повість досить нетипова для творчості письменника, оскільки в ній Дюма відходить від реалістичного стилю переказу сюжету і звертається до відверто фантасмагоричних форм. Цей вибір можна пояснити модою на романтичні твори Гофмана, яка захопила Францію у 1830-х роках. Одним з їх найпалкіших популяризаторів був Шарль Нодьє, який і надихнув Дюма на написання «Жінки з оксамиткою на шиї».
Дослідники творчості письменника констатують документальну точність, з якою Дюма описав у вступній частині літературний салон Нодьє «Сенакль». Про цю достовірність згадувала у своїх мемуарах навіть дочка Нодьє — Марі Менессьє. Що ж стосується основної лінії сюжету, то вона повністю вигадана: Гофман в своєму житті жодного разу не відвідував Париж. Барвистим тлом сюжету виступають події Великої французької революції. Александр Дюма зобразив якобинський терор в достовірних деталях, не приховуючи свого негативного ставлення до цього історичного явища.
Як і в інших творах Александра Дюма в цій повісті закладено мораль. Чисте кохання до Антонії, що зародилось із любові до музики, тобто духовних цінностей, протиставляється суто фізичному тяжінню, яке відчуває Теодор до танцівниці Арсени. Автор засуджує шкідливі звички і, водночас, показує роль вольових зусиль у їх подоланні (Теодор зрадив Антонію після періоду коливань і спокус). У ролі спокусника тут виступають і земні дрібниці (Захарія Вернер, який запрошує до казино) й потойбічні сили (лікар, в образі якого легко читається натяк на Сатану). Містичність останнього образу підкреслена тим, що доктор завжди опиняється поряд у критичну хвилину, завжди пропонує необтяжливий спосіб вирішення проблеми, але при цьому до останньої миті так і залишається для Гофмана просто безіменною людиною в чорному.